# راهل سانکرت‌یاین
راهل سانکرت‌یاین (هندی: राहुल सांकृत्यायन، انگلیسی: Rahul Sankrityayan؛ ۹ آوریل ۱۸۹۳ – ۱۴ آوریل ۱۹۶۳) زبان‌شناس، پدیدآور، و زندگی‌نامه‌نویس اهل هند بود. وی به عنوان پدر ادبیات سفرنامه هندی شناخته شده‌است. وی یکی از بزرگترین محققان هندوستان بود و چهل و پنج سال از عمر خود را در سفر به دور از خانه اش گذراند.